# Callopistria occidens
Callopistria occidens là một loài bướm đêm trong họ Noctuidae.